# Rocade sud (Grenoble)
Pour les articles homonymes, voir Rocade sud.
La Rocade sud est le nom donné à la RN 87 qui contourne la ville de Grenoble du sud-ouest au nord-est sous une forme autoroutière. D'une longueur de 10,5 km elle relie l'autoroute A480 à l'ouest à l'autoroute A41 au nord-est.

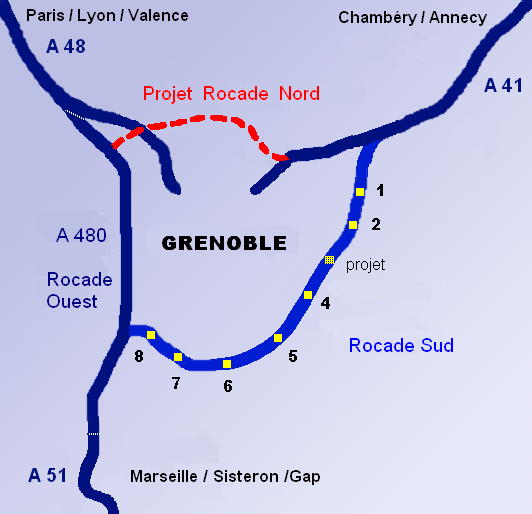
La Rocade sud de Grenoble. Le projet de rocade Nord a été abandonné en 2010

## Caractéristiques
- 2 × 2 voies sur toute sa longueur.
- 10,5 kilomètres de longueur.
- Plusieurs ouvrages d'art sont situés sur le cours de cette voie rapide, dont l'échangeur du Rondeau (Échirolles/Seyssins/Grenoble), de nombreux ponts et passerelles et l'échangeur de Meylan.
- La rocade comporte une station-service par sens, lesquelles ne sont pas en vis-à-vis.

## Histoire
À la suite de la forte croissance démographique de l'agglomération grenobloise depuis la fin de la Seconde Guerre mondiale, plusieurs projets d'aménagement et d'équipement sont en gestation. La désignation de la ville de Grenoble pour l'organisation des Jeux Olympiques d'hiver de 1968 permet de bénéficier de crédits spéciaux de la part de l'État, accélérant ces projets. Pour ce qui concerne le secteur de la rocade, il y a la déviation conjointe de la voie ferrée Grenoble-Montmélian, les ponts franchissant les deux axes étant alors communs. L'hôpital sud est créé côté sud alors qu'au nord, l'aéroport de Grenoble-Mermoz est déménagé, les activités déménageant à l'aéroport actuel.
- décembre 1967 : mise en service de la première section (référencée U2) sur une seule chaussée à double sens, entre le carrefour du Rondeau et Gières pour s'embrancher sur la route de Chamrousse via Uriage, grâce à l'autopont qui vient d'y être réalisé à l'entrée de Gières. Côté Rondeau, le carrefour, qui existait déjà sur la N 75/Cours de la Libération, est réaménagé sous forme d'un grand rond-point. Une route à double sens lui fait suite pour rejoindre l'A480 en contournant l'Usine de la Viscose par le sud puis en suivant le Drac vers le nord jusqu'au terminus de l'autoroute. La rocade comporte encore plusieurs carrefours non dénivelés et croise aussi la voie ferrée pour Veynes à un passage à niveau.
- 1978 : la rocade prend la référence N 87.
- 1982 : dans le cadre du prolongement vers le sud de l'A480, création de l'échangeur du Rondeau et élargissement de la chaussée entre l'échangeur et le rond-point du Rondeau. L'échangeur sera achevé en 1983.
- 1985 : prolongation de la rocade jusqu'à l'autoroute A41.
- 1985-1987 : passage à deux chaussées séparées, réorganisation des entrées/sorties avec suppression des carrefours à niveau et ajout de nouveaux diffuseurs. En particulier, en 1987, la rocade passe en souterrain sous le carrefour du Rondeau et la voie ferrée de Veynes.
- 1991 : ouverture de l'échangeur d'Alpexpo.
- 1993 : échangeur du Rondeau : changement de la bretelle A480-nord vers la Rocade sud pour avoir des virages moins serrés. L'échangeur conservera cette configuration jusqu'en 2020.
- 2012 : ajout de la sortie vers Meylan-centre avec la mise en service de l'hélice de Meylan.

## Échangeurs

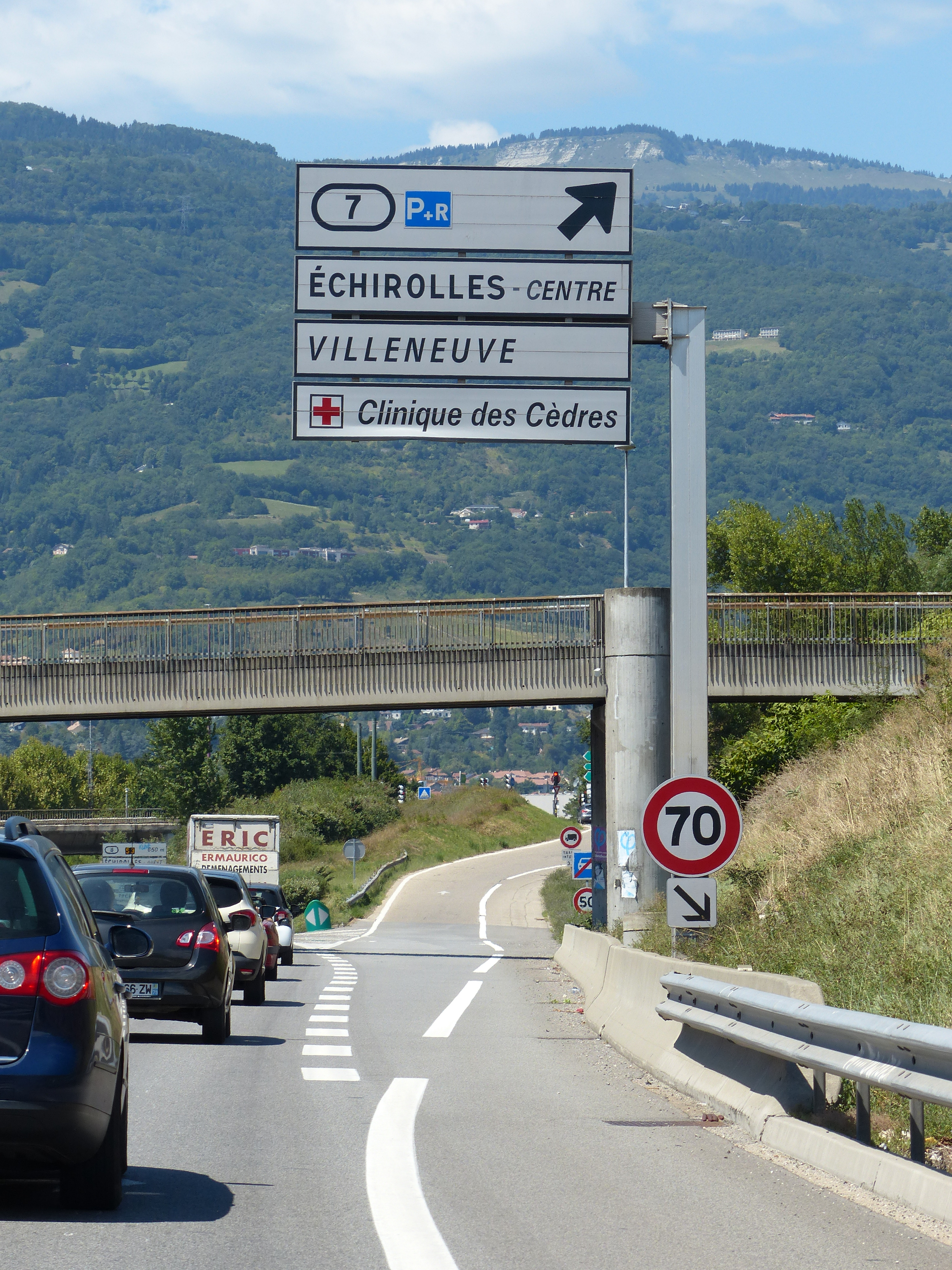
Panneau sortie 7 vers Échirolles.

- Échangeur entre A41 et Rocade Sud : Turin, Milan, Genève, Albertville, Meylan, Grenoble - centre, Grenoble - Île Verte, Hôpital nord de Grenoble, La Tronche
  -   Limitation à 90 km/h et mise à 2x2 voies
  -  Aire de service de Meylan (sens A41-A480)
- 1 Vignate : Domaine universitaire, Gières - Mayencin
- 2 Glairons : Uriage, Chamrousse, Saint-Martin-d'Hères - Péri, Gières - centre

(en projet)  3 Massenet : Projet échangeur Massenet
- 4 La Côte : Saint-Martin-d'Hères - centre, Z.I. sud, Poisat
- 5 Eybens : Eybens - centre, Bresson, Maison de la Culture
  -  Aire de service d'Eybens (sens A480-A41)
- 6 Alpexpo : Alpexpo, Grenoble - Grand'Place, Eybens - Les Ruires, Hôpital sud de Grenoble
- 7 Échirolles : Échirolles - centre, Technisud-Essarts
- 8 Libération : Grenoble - Libération, Échirolles - ouest, Z. I. Technisud-Essarts, Seyssins, Seyssinet, Le Pont-de-Claix (demi-échangeur)
- Échangeur entre A480 et Rocade Sud (échangeur du Rondeau) : Sisteron (A51), Gap, Briançon, Station de l'Oisans, Lyon (A48), Valence (A49), Villard-de-Lans, Grenoble - centre

Suite de la périphérie de Grenoble, sur la Rocade ouest A480.

## Particularités
Une plateforme internet permet de connaitre l'état de la circulation sur la rocade sur de Grenoble en temps réel (nombre et vitesse des véhicules, temps de parcours, taux de pollution).
Cette voie doit bénéficier d'un service de régulation d'accès, mis en place par le DIR Centre-est.